# Luwagga Kizito
Luwagga Kizito (ur. 20 grudnia 1993 w Kisubi) – ugandyjski piłkarz występujący na pozycji skrzydłowego. Od 2022 roku jest zawodnikiem klubu Səbail Baku.
Kizito karierę rozpoczął w zespole Bunamwaya Wakiso (obecnie Vipers SC). W 2010 roku ze swoim macierzystym zespołem został mistrzem Ugandy. W 2012 roku wyjechał do Portugalii, gdzie grał w drugoligowych Leixões SC i Sportingu Covilhã. Następnie trafił Rio Ave FC, gdzie grał do 2017. Wiosną 2016 roku był wypożyczony do CD Feirense. W 2017 został piłkarzem rumuńskiego CSMS Jassy. Następnie grał w BATE Borysów, Szachtiorze Karaganda, Hapoelu Kefar Sawa i Hapoelu Nof ha-Galil FC. W 2022 przeszedł do klubu Səbail Baku.
W reprezentacji Ugandy zadebiutował 29 marca 2012 roku w przegranym 1:2 meczu z Egiptem. 4 marca 2016 strzelił gola na 1:0 w zwycięskim starciu z Botswaną (2:1) w eliminacjach Pucharu Narodów Afryki. Był to jego jedyny, jak dotąd, gol w drużynie narodowej. Uganda awansowała do turnieju o mistrzostwo Afryki, a Kizito został na niego powołany.